# سیارک ۵۸۳۶۵
سیارک ۵۸۳۶۵ (به انگلیسی: 58365 Robmedrano، نامگذاری:1995OQ) پنجاه و هشت هزار و سیصد و شصت و پنجمین سیارک کشف شده‌است که در ۲۷ ژوئیه ۱۹۹۵ کشف شد.